# Marc Bouët
Marc Bouët, né le 7 mai 1951 à Nantes, est un skipper français.

## Carrière
Marc Bouët remporte plusieurs médailles aux Championnats d'Europe de 470. Il est médaillé d'or avec Joël Desbois en 1963 à Palamós, avec Michel Christ en 1969 à Castiglione della Pescaia et avec Stéphane Fleury en 1974 à El Masnou. Il remporte aussi une médaille d'argent avec Joël Desbois en 1967 à Lacanau.
Il participe également aux Jeux olympiques d'été de 1992 et de 1996, sans remporter de médaille.